# Yūsuke Hayashi
Yūsuke Hayashi (japanisch 林 勇介 Hayashi Yūsuke; * 23. Januar 1990 in der Präfektur Iwate) ist ein japanischer Fußballspieler.

## Karriere
Hayashi erlernte das Fußballspielen in der Schulmannschaft der Morioka Commercial High School. Seinen ersten Vertrag unterschrieb er 2008 bei Urawa Reds. Der Verein spielte in der höchsten Liga des Landes, der J1 League. Für den Verein absolvierte er zwei Erstligaspiele. 2011 wechselte er zum Zweitligisten Thespa Kusatsu. Für den Verein absolvierte er 35 Ligaspiele. Danach spielte er bei Grulla Morioka. Ende 2017 beendete er seine Karriere als Fußballspieler.